# Ельяшевич, Мария Григорьевна
Мари́я (Мира) Григо́рьевна Ельяше́вич (3 мая 1908, Горькая, Александровский уезд, Екатеринославская губерния — 1986, Донецк) — советский учёный в области горного дела и угледобычи, профессор, доктор технических наук, заведующая кафедрой и декан горного факультета Донецкого политехнического института.

## Биография
Родилась 3 мая 1908 года в еврейской земледельческой колонии Горькая в семье крестьянина Григория Ароновича Ельяшевича. В семье росло 12 детей. В 1918 году отец и ещё более 40 жителей колонии были убиты во время еврейского погрома. Воспитывалась в доме дяди — Абрама Давыдовича Дрозда, учителя в Славянке Павлоградского уезда Екатеринославской губернии. В 1919 году они были вынуждены бежать в Юзовку, где она в 1921 году, в возрасте тринадцати лет, поступила работницей по изготовлению спичечных коробок на местной спичечной фабрике; посещала вечерние курсы. В 1923 году заболела туберкулёзом и была вынуждена оставить работу; в том же году поступила в седьмой класс школы-семилетки № 1 в Сталино. В 1924 году была командирована гороно в профтехшколу в Мариуполе, а после её окончания в 1926 году — в Сталинский горный институт, который окончила в 1930 году по специальности инженер-обогатитель.
В 1930 году окончила Донецкий горный институт по специальности «Обогащение полезных ископаемых».
В 1930—1934 годах занимала должности сменного инженера на углеобогатительном фабрике (Горловка), начальника научно-исследовательского сектора филиала треста «Углеобогащение» (Донецк, Новосибирск).
В 1934—1941 годах — ассистент, аспирант, доцент кафедры «Обогащение полезных ископаемых» Донецкого индустриального института. В 1941—1942 годах работала начальником химической лаборатории треста «Сулюктауголь» (Сулюкта).
C 1942 года — заведующая кафедрой «Обогащение полезных ископаемых» Донецкого индустриального института (ныне Донецкий национальный технический университет). Была деканом горного факультета.
В 1946 году присуждена ученая степень кандидата технических наук, 1967 года — доктора технических наук.

## Семья
Муж — доктор технических наук Виктор Георгиевич Гейер; сын Валерий.

## Научная деятельность
Основное научное направление — теория и практика флотационного процесса обогащения угля. Является создателем научной школы — флотация каменного угля и антрацитов Донбасса.
Под научным руководством Ельяшевич в Донбассе внедрялись первые флотационные отделения на углеобогатительных фабриках.
Профессором Ельяшевич опубликовано 2 монографии, более 200 научных трудов. Под руководством Ельяшевич подготовлено 15 кандидатов технических наук.

## Награды
За доблестный труд в период Великой Отечественной войны и в последующие мирные годы награждена многочисленными медалями, знаками «Отличник Министерства угольной промышленности», «Шахтерская слава» первой степени, «Отличник образования СССР».